# Flagitiosum Scelus

Flagitiosum scelus est une bulle émise par le pape Benoît XI le 7 juin 1304 pour excommunier et citer à comparaître auprès du Siège apostolique (alors en résidence à Pérouse) avant le 29 juin suivant, afin d'y être jugés, les auteurs de l'attentat d'Anagni (7-8 septembre 1303) contre le pape Boniface VIII. 
Au premier rang des coupables, déclarés « fils de perdition, premiers-nés de Satan », figuraient le légiste et conseiller de Philippe IV le Bel Guillaume de Nogaret, ainsi que le noble romain Sciarra Colonna.

## Édition du texte latin
- Pierre Dupuy Histoire du différend d'entre le pape Boniface VIII et Philippes le Bel roy de France, Paris, 1655, p. 499-500.
- Charles Grandjean Le registre de Benoît XII, Paris, 1883-1950, n° 1276.
- Flagitiosum scelus dans APOSCRIPTA Database – Lettres des papes (UMR 5648), n. 8181.